# 2014年冬季残疾人奥林匹克运动会捷克代表团
2014年冬季残疾人奥林匹克运动会捷克代表团是捷克在2014年冬季残疾人奥林匹克运动会派出的代表团，最終未获得奖牌。